# Château de Saint-Laurent-le-Minier
Le château de Saint-Laurent ou château Junié est situé à Saint-Laurent-le-Minier, dans le Gard (Occitanie, France).

## Histoire
Jusqu’en 1649 le village faisait partie de la baronnie d’Hierle. La ruine du dernier seigneur, Christophe de Montfaucon, baron de Vissec, baron d'Hierle l'avait obligé à hypothéquer la seigneurie de Saint-Laurent comme gage de la dot de sa fille Diane. Ne pouvant se libérer du gage, il fallut vendre. La seigneurie passa aux mains de Jean de Bonnail pour la somme de huit mille livres. À la mort de ce dernier, sa fille Marie de Bonnail hérita de la seigneurie, elle avait épousé Pierre de Sarret, conseiller du roi à la cour des aides de Montpellier.
Le château a été reconstruit et étendu en 1664 par Pierre de Sarret (également propriétaire de l'Hôtel de la Coquille, sur la Place de la Canourgue à Montpellier), le jardin a été réalisé suivant des plans fournis par Le Nôtre et a subi diverses transformations dans les années 1750 à 1800, période dans laquelle il arrive par mariage dans la famille de Vissec de Latude.
Depuis 1977, la propriété a été divisée en copropriétés.
Le château de Saint-Laurent-le-Minier et ses jardins sont privés et ne se visitent pas. Le site fait l’objet d’une inscription au titre des monuments historiques depuis le 6 janvier 1988.

## Architecture
Il est placé un peu au-dessus de la Vis (affluent de l'Hérault) et est typique des grandes demeures du Languedoc avec son jardin à la française, classé et inscrit dans le guide des parcs et jardins du Languedoc-Roussillon[réf. nécessaire]. Ses terrains environnants de 250 hectares ont été réduits à 7 hectares actuellement et comprennent également un verger et une palmeraie.
Outre ses jardins, bassins et verger, le château possède entre autres un nymphée et un aqueduc. La rive gauche de la Vis et de la cascade sont la propriété du château. La cascade est une création artificielle du XVIIIe siècle, premier élément du système d'adduction d'eau du château datant également de cette époque : un aqueduc relie la cascade au canal d'irrigation du château. Deux terrasses encadrent le château à l'ouest et à l'est, et cette dernière était flanquée d'une grande noria d'environ 16m de diamètre permettant de relever l'eau de l'aqueduc pour alimenter les bassins et fontaines et irriguer les jardins et vergers de la propriété. Cette noria a été détruite vers le milieu du XXe siècle et n'a jamais été reconstruite. Le canal continue quant à lui d'irriguer la propriété.
Les pavillons qui encadrent la façade sont couverts de toitures à brisis et possèdent des tuiles vernissées. Le bâtiment principal n'est pas sans rappeler, dans son allure générale mais plus modestement, le Château de Castries.

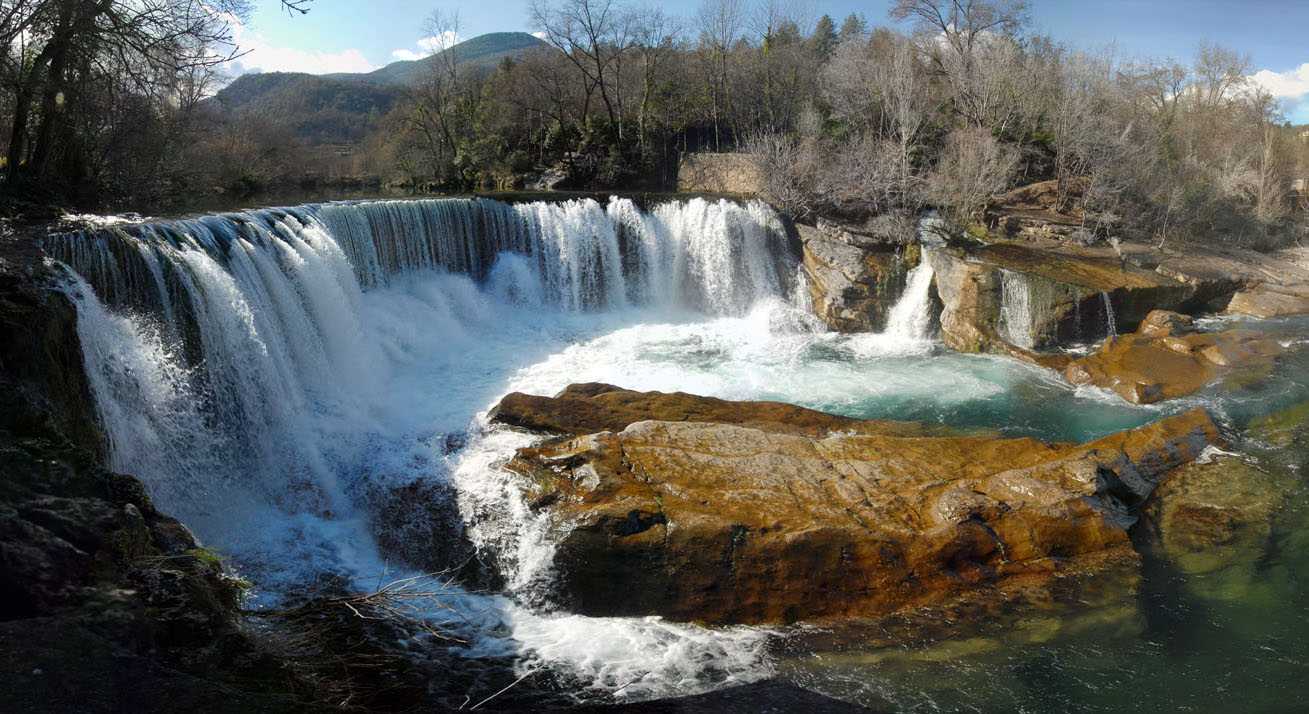
La cascade
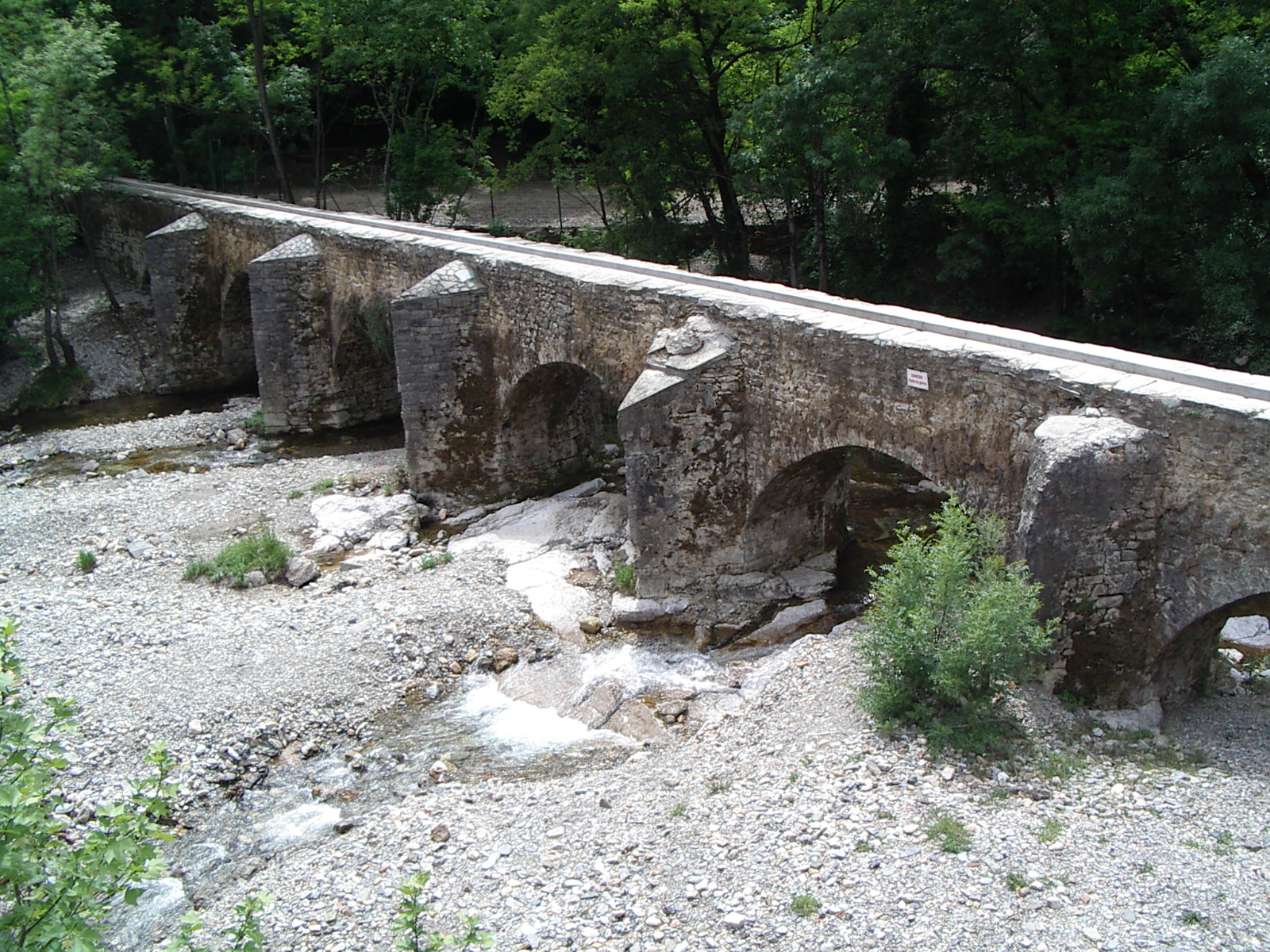
L'aqueduc